# ブルーノ・レオナルド・ゲルバー
ブルーノ・レオナルド・ゲルバー（Bruno Leonardo Gelber, 1941年3月19日 - ）はオーストリア系のアルゼンチン人ピアニスト。フランス人とイタリア人の血筋も引いている。日本ではブルーノ・ゲルバーとも表記される。

## 経歴
3歳でピアニストであった母親からピアノの手ほどきを受け、6歳でヴィンチェンツォ・スカラムッツァ（マルタ・アルゲリッチとダニエル・バレンボイムの師として知られる）に師事。1948年に小児麻痺に罹患、闘病生活を余儀なくされるが、これを克服した。19歳でパリに留学し、マルグリット・ロンに入門。ロンは「あなたは私の最後の、最高の生徒」と語った。
ロン＝ティボー国際コンクールを初めとして、数々の受賞歴を重ねる。ベートーヴェンやブラームスを偏愛しており、とりわけ前者のピアノ・ソナタの演奏で高く評価される。
1968年以来たびたび来日し、2011年には70歳記念ツアーを全国11箇所で開催し、喝采を浴びた。